# 倉持武弘
倉持 武弘（くらもち たけひろ、1957年 - ）は、日本の撮影技師。茨城県土浦市出身。横浜放送映画専門学院第1期生。

## 来歴
カメラマンの大岡新一に師事し、撮影助手として活動する。独立後は、本編班の撮影として平成ウルトラシリーズなどを担当する。

## 主な作品

### 映画
- プランピックドール7879（1979年、撮影）
- "DUET" with the DUMMY（1979年、撮影）
- 南極物語（1983年、撮影助手）
- あいつに恋して（1987年、撮影助手）
- ウルトラQ ザ・ムービー 星の伝説（1990年、撮影）
- みんな〜やってるか!（1995年、特撮アドバイザー）
- あばしり一家 THE MOVIE（2009年、撮影）
- 琉神マブヤーTHE MOVIE 七つのマブイ（2011年、撮影）
- 闇金リアルゲーム（2017年、撮影）
- HE-LOW（2018年、撮影）

### テレビ
- 坂本龍馬（1989年、撮影助手）
- 水晶の青い影 恋しくて（撮影）
- 水晶の青い影（撮影）
- 電光超人グリッドマン（1993年-1994年、特撮撮影）
- ウルトラシリーズ
  - ウルトラマンティガ（1996年-1997年、本編撮影）
  - ウルトラマンダイナ（1997年-1998年、本編撮影）
  - ウルトラマンガイア（1998年-1999年、本編撮影）
  - ウルトラマンコスモス（2001年-2002年、本編撮影）
  - ウルトラマンネクサス（2004年-2005年、本編撮影）
  - ウルトラマンメビウス（2006年-2007年、本編撮影）
  - ウルトラギャラクシー大怪獣バトル（2007年、撮影）
- お見合い放浪記（2002年、撮影）
- 超星神グランセイザー（2003年-2004年、本編撮影）
- 超星艦隊セイザーX（2005年-2006年、本編撮影）

### ビデオ
- 実相寺昭雄の不思議館3（1992年、撮影）
- 実相寺昭雄のミステリーファイル1 幻の館（1997年、撮影・編集）
- ウルトラマンティガ外伝 古代に蘇る巨人（2001年、撮影）
- ウルトラマンダイナ 帰ってきたハネジロー（2001年、撮影）
- ウルトラマンガイア ガイアよ再び（2001年、撮影）